# Bieszczady
Les Bieszczady (orth. en ukrainien Бещади et en slovaque Beščady) sont situées dans les Carpates orientales polonaises et slovaques, entre le col Łupkowska (640 m, prononcé Woupkouf), à l'ouest, en Pologne, et le col de Wyszków (933 m, Вишківський, prononcé Vychkivskyi), à l'est, en Ukraine. Il s'agit de l'extrémité la plus à l'est des Beskides. La partie slovaque est également appelée Bukovské vrchy. La chaîne culmine à 1 408 mètres d'altitude au sommet du Pikuy (Пікуй, prononcé Picouy) en Ukraine. Son plus haut sommet en Pologne est le Tarnica à 1 346 mètres d'altitude, tandis que le Kremenec (1 210 m) est le plus haut en Slovaquie.
La chaîne de montagnes a donné son nom au parc national des Bieszczady qu'elle englobe en Pologne. Elle comprend également en Ukraine le parc naturel régional Nadsyansky et le parc national de l'Ouj et en Slovaquie le parc national des Poloniny.

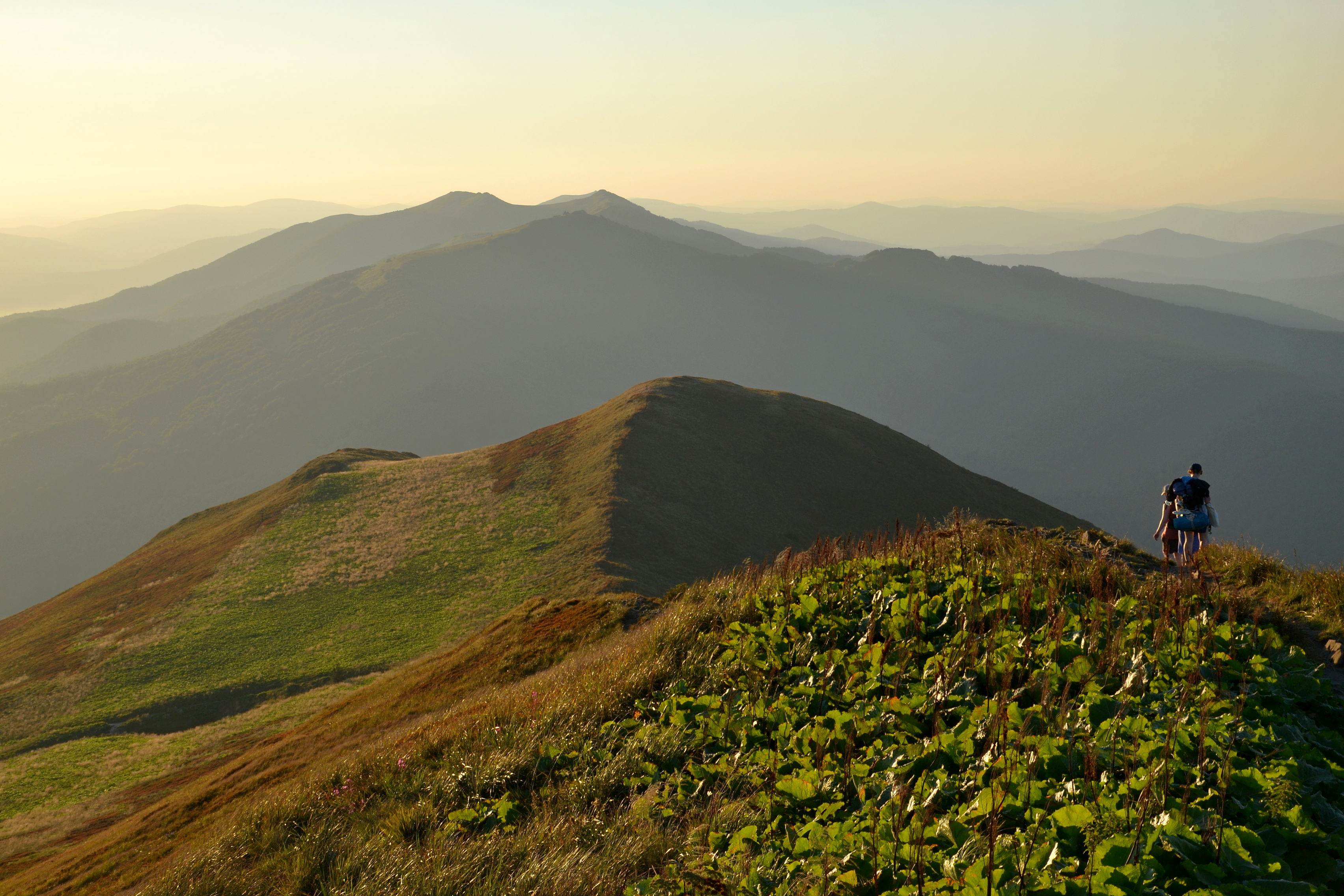
Vue des Bieszczady en fin de journée.